# Mara Rekar
Mara Rekar (ur. 8 maja 1937 w Mojstranie) – jugosłowiańska  (słoweńska) biegaczka narciarska, olimpijka.

## Życiorys
Wystąpiła na zimowych igrzyskach olimpijskich w 1956 w Cortinie d’Ampezzo, na których zajęła 33. miejsce w biegu na 10 km z czasem 45:32. Zajęła 30 miejsce w tej samej konkurencji (z czasem 53:53,5) na mistrzostwach świata w 1958 w Lahti.